# Parkstadion

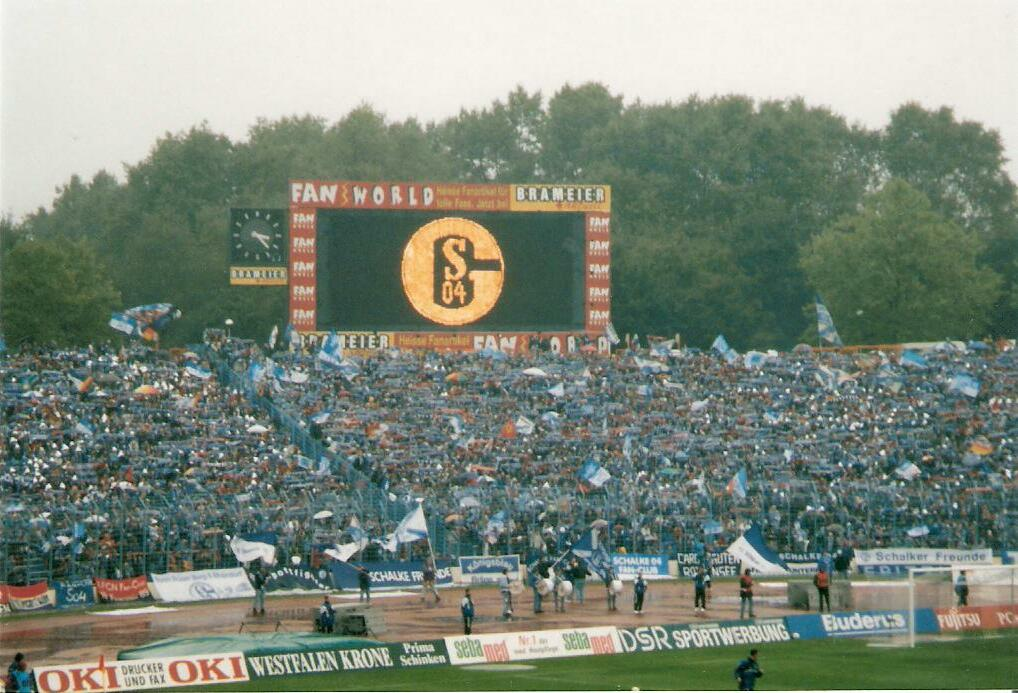
Il Parkstadion durante il match FC Schalke 04 - 1. FC Norimberga il 12 settembre 1998

Il Parkstadion è uno stadio multifunzione sito nella città tedesca di Gelsenkirchen.  Ha ospitato le gare casalinghe del club calcistico locale, Schalke 04 fino al maggio 2001, prima di essere sostituito dall'adiacente Veltins-Arena aperta nel luglio dello stesso anno.
Lo stadio fu inaugurato nel 1973 al fine di ospitare 5 match della coppa del mondo 1974. Aveva una capienza di 62 109 spettatori di cui 45 067 seduti.
Lo stadio ospitò anche due gare dell'Europeo 1988  (Germania Ovest - Danimarca, e Olanda - Eire), così come la finale d'andata della Coppa UEFA 1996-1997 tra lo Schalke e l'Inter.
L'ultima gara ospitata fu un match di Bundesliga tra i padroni di casa dello Schalke e l'Unterhaching il 19 maggio 2001. Alla presenza di ben 65 000 spettatori lo Schalke conquistò il titolo di vicecampione tedesco.
Al termine del suo utilizzo l'impianto è stato in parte demolito e il maxischermo della curva Nord è stato ceduto all'Erzgebirgsstadion di Aue, nel quale fu installato con il restyling del 2004.